# Paschenberg
Paschenberg ist ein Stadtteil von Herten im nordrhein-westfälischen Kreis Recklinghausen im nördlichen Ruhrgebiet.
Der Ort liegt im mittleren Bereich des Stadtgebiets von Herten, zwischen Westerholt im Westen und Disteln im Osten. Nach Norden grenzt Langenbochum, nach Süden die Stadtmitte. Es ist der einzige Stadtteil, der nicht einmal punktuell (wie Langenbochum) Anteil an der Außengrenze der Stadt hat.
Paschenberg ist der nördlichste Teil von „Alt“-Herten, das erst 1926 um die ehemaligen Bauerschaften Disteln, Scherlebeck, Langenbochum und Ebbelich ergänzt wurde. Ebbelich gründete als einzige unter diesen keinen neuen Stadtteil, sondern dessen Gebiet bildet nunmehr je den Westen von Paschenberg und Mitte. Während in Mitte der alte Wohnplatz Ebbelich liegt, enthält Paschenberg den Hang Ebbelicher Berg, der sich nach Langenbochum und Westerholt zieht. Das fließend in das von Westerholt übergehende Industrie- und Gewerbegebiet im Nordwesten von Paschenberg liegt eigentlich auf altem Ebbelicher Grund.

## Der „Berg“ Paschenberg
- Karte mit allen Koordinaten:
- OSM |
- WikiMap

Die Messtischblätter Gelsenkirchen verzeichneten bis mindestens 1957 einen 103,8 m ü. NHN hohen Berg namens Paschenberg im Bereich des Wendepunktes der Doppelkurve der Paschenbergstraße, unmittelbar östlich der Sportplätze (⊙). Noch auf dem Messtischblatt von 1988 sind die Höhenlinien damit vereinbar, während sie auf dem Blatt von 1997 spürbar niedriger liegen. Das Digitale Geländemodell verzeichnet heute (2022) dort einen einfachen Hangpunkt auf 85,1 m, der nächste einigermaßen hervorgehobene Gipfelpunkt mit minimal über 101 m befindet sich etwa 1 km nordnordöstlich (⊙), nah der Grenze zu Langenbochum, die die Westerholter Straße bildet. Er ist gleichzeitig der höchste Punkt des Stadtteils.
Da im Jahr 1988 zwar viele Häuser des Stadtteils noch nicht standen, wohl aber die an der Paschenbergstraße, und sich insbesondere die Straßenführung nicht geändert hat, ist davon auszugehen, dass seit der Preußischen Neuaufnahme von 1894 (vgl. auch 1899, 1907 und 1940) dort falsche Daten gestanden hatten, welche wohl rund 100 Jahre lang so fortgeschrieben wurden. Es ist nicht zu vermuten, dass etwa der Berg abgetragen wurde. Folglich hat es wohl nie den Berg Paschenberg gegeben, und die Ortslage bezeichnet nur den steilen Hang zum Recklinghauser Lößrücken, der auf Hertener Gebiet seine höchste Höhe mit rund 108 m nah den Wassertürmen in Scherlebeck, rund 2,2 km nordöstlich des vorgenannten Gipfelpunkts, erreicht (⊙).
Die Legende vom Pseudoberg wird auch von anderen Kartendiensten weiter geführt. So ist in Openstreetmap aktuell (März 2022) unmittelbar südwestlich der Sportplätze ein 90 m hoher Berg namens Paschenberg verzeichnet (⊙), wo in Wahrheit sich nur ein etwa 84 m hoher Hangpunkt befindet. Ferner findet sich der 90 m hohe Pseudoberg auf einem Stadtplan der Stadt Herten.

## Sehenswürdigkeiten

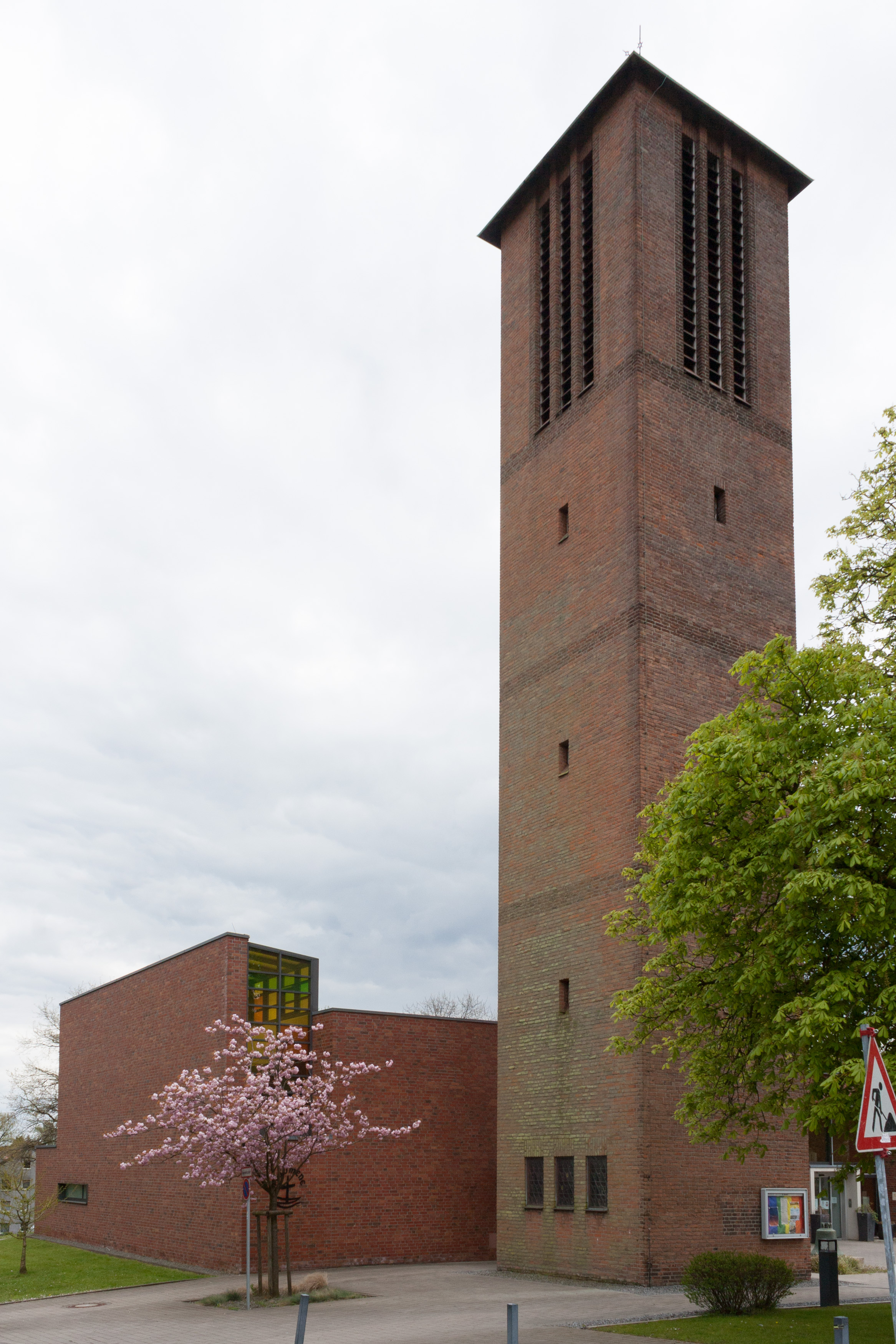
Turm der 2007 abgerissenen ehemaligen Barbarakirche von 1954 nebst dem ersatzweise errichteten Gemeindezentrum

In der Liste der Baudenkmäler in Herten ist für Paschenberg kein Baudenkmal aufgeführt.

## Verkehr
Am südlichen Ende des Stadtteils liegt direkt an der Grenze zum Stadtteil Herten-Mitte der S-Bahnhof Herten (Westf). Er wird stündlich durch die Linie S9 der S-Bahn Rhein-Ruhr bedient. Die Linie S9 verbindet Herten mit der Kreisstadt Recklinghausen und dem Oberzentrum Essen.
| Linie | Verlauf | Takt (Mo–Fr) |
| ----- | --- | ------------ |
| S 9   | Recklinghausen Hbf – Herten (Westf) – Gladbeck West – Bottrop-Boy – Bottrop Hbf – E-Dellwig Ost – E-Gerschede – E-Borbeck – E-Borbeck Süd – Essen West – Essen Hbf – E-Steele – E-Überruhr – E-Holthausen – E-Kupferdreh – Velbert-Nierenhof – Velbert-Langenberg – Velbert-Neviges – Velbert-Rosenhügel – Wülfrath-Aprath – W-Vohwinkel – W-Sonnborn – W-Zoologischer Garten – W-Steinbeck – Wuppertal Hbf – W-Unterbarmen – W-Barmen – W-Oberbarmen – W-Langerfeld – Schwelm West – Schwelm – Gevelsberg West – Gevelsberg-Kipp – Gevelsberg Hbf – Gevelsberg-Knapp – HA-Westerbauer – HA-Heubing – HA-Wehringhausen – Hagen Hbf Stand: Fahrplanwechsel Dezember 2023 | 60 min       |

Die VRR-Buslinien SB27, 243 und 246 der Vestischen Straßenbahnen erschließen den Stadtteil.
| Linie | Verlauf | Takt (Mo–Fr)                                    |
| ----- | --- | ----------------------------------------------- |
| SB27  | Marl Mitte – Friedhof Alt-Marl – Herten-Langenbochum – Paschenberg – Über den Knöchel (Herten , 150 m) – Herten Mitte (Herten , 500 m) – Herten Rathaus (Herten , 300 m) – Herten-Süd – Bergbau Ewald 1/2 – Hertener Mark Tennisplatz – Wanne Waldfriedhof (– Hertener Mark Hohewardstraße) (einzelne Fahrten im Berufsverkehr) – Mondpalast – Wanne-Eickel Hbf | 30 min                                          |
| 243   | Gelsenkirchen-Buer Rathaus – Gelsenkirchen-Buer Nord Bf – Gelsenkirchen-Hassel / (GE-Hassel Friedhof – GE-Hassel Bf ) (zeitweise) – Herten-Bertlich – Westerholt – Langenbochum Bergwerk Schlägel und Eisen – Paschenberg – Über den Knöchel (Herten , 150 m) – Herten Mitte (Herten , 500 m)                                                                   | 60 min (Buer–Bertlich) 30 min (Bertlich–Herten) |
| 246   | Herten-Scherlebeck (nur abends) / Buschstr. – Langenbochum – Paschenberg – Über den Knöchel (Herten , 150 m) – Herten Mitte (Herten , 500 m) | 30 min                                          |